# 大石るり
大石 るり（おおいし るり、元禄12年（1699年） - 寛延4年6月29日（1751年7月21日））は、江戸時代中期の女性。広島藩番頭浅野直道の妻。
赤穂藩浅野氏筆頭家老の大石良雄とその妻りく（香林院）の次女として生まれる。元禄14年（1701年）、3歳の頃に父良雄の叔母の夫にあたる進藤俊式の養女となったが、同年赤穂藩改易の騒ぎの中で大石家に戻り、5月には生母りくや兄の大石良金・吉之進、姉くうとともにりくの実家但馬国豊岡藩に移った。その後、7月に良雄が山科に住居を落ち着けると、りくも子らを連れて山科へ移った。その後、吉良家討ち入り計画が進む中で連座を避けるために良雄は、討ち入りへの参加を望んだ長男良金を除いて妻りくや子らを絶縁し、元禄15年（1702年）4月15日にりくとともに但馬豊岡へ戻ることとなった。
その後、良雄や良金は吉良義央を討ち、お預かりの大名屋敷で切腹した（赤穂事件）。正徳3年（1713年）9月に弟大石大三郎の広島藩浅野家への仕官が決まると、大三郎やりくと一緒に広島へ移住した。正徳4年（1714年）には藩主浅野吉長の命令により浅野氏一族の浅野直道（知行1000石）と結婚した。しかし、るりの娘は早逝、大三郎の家も広島藩で絶家になったので、いずれも良雄・りくの血脈を残していない（天野浅野は直道の庶子が継ぐ。横田大石は明治で断絶）。
寛延4年（1751年）6月29日に広島で死去。享年53。広島の禅林寺に葬られた。法名は正聚院定誉寿真大姉。
昭和20年（1945年）8月6日の原爆投下で禅林寺本堂が焼失、るりの墓も全焼全壊した。のちに天野浅野の歴代墓が、境内の檀家墓地に再建されているが、るりの兄姉墓のような一般公開（観光墓所）にはなっていない。